# Стейсі Рйост
Стейсі Рйост (англ. Stacy Roest; 15 березня 1974, місто Летбридж, провінція Альберта) — канадський хокеїст, центральний нападник.

## Ігрова кар'єра
В юному віці (16 років) розпочав кар'єру у 1990 року в Західній хокейній лізі в клубі «Медисин-Гат Тайгерс». Незважаючи на хороший виступ, він не був вибраний командами НХЛ у Драфті НХЛ. У 1994 році Стейсі переходить до «Детройт Ред-Вінгс», але виступає за їх фарм-клуб в Американській хокейній лізі, «Адірондак Ред-Вінгс».
У сезоні 1998/99 він дебютує в Національній хокейній лізі. Провівши за два сезони в складі «Детройт Ред-Вінгс» 108 матчів, він з сезону 2000/01 грає за клуб «Міннесота Вайлд». Там він теж, як правило, грав у основному складі команди, провівши загалом 134 матчі та набравши 48 очок (17 + 31). В сезоні 2002/03 він повернувся в Детройт, але зіграв тільки два матчі в складі «Ред-Вінгс». В основному виступав в клубі АХЛ «Гранд Репідс Гріффінс».
У сезоні 2003/04 Стейсі переїздить до Швейцарії та грає у Національній лізі А за Рапперсвіль-Йона Лейкерс одинадцять сезонів (307 матчів та набрав 334 очка 103 + 231), також бере участь у складі збірної Канади на Кубку Шпенглера, де зокрема увійшов до команди Усіх зірок. Після дев'яти років у «Рапперсвіль-Йона Лейкерс» закінчує свою 38-річну кар'єру в квітні 2012 року.

## Родина
Син: Остін Рйост, та племінник: Ерік Рйост теж хокеїсти.

## Нагороди та досягнення
- 1994 ЗХЛ Східна перша команда Усіх зірок.
- 1995 ЗХЛ Східна друга команда Усіх зірок.
- 2003 Кубок Шпенглера в команді Усіх зірок.
- 2011 Найкращий бомбардир НЛА